# Silene dagestanica
Silene dagestanica är en nejlikväxtart som beskrevs av Franz Josef Ivanovich Ruprecht. Silene dagestanica ingår i släktet glimmar, och familjen nejlikväxter. Inga underarter finns listade i Catalogue of Life.